# Pseudodaphnella phaeogranulata
Pseudodaphnella phaeogranulata is een slakkensoort uit de familie van de Raphitomidae. De wetenschappelijke naam van de soort is voor het eerst geldig gepubliceerd in 2012 door Fedosov & Puillandre.